# Тополяни
Тополяни (пол. Topolany) — село в Польщі, у гміні Міхалово Білостоцького повіту Підляського воєводства.
Населення — 164 особи (2011).
У 1975-1998 роках село належало до Білостоцького воєводства.

## Демографія
Демографічна структура станом на 31 березня 2011 року:
|          | Загалом | Допрацездатний вік | Працездатний вік | Постпрацездатний вік |
| -------- | ------- | ------------------ | ---------------- | -------------------- |
| Чоловіки | 80      | 7                  | 58               | 15                   |
| Жінки    | 84      | 10                 | 37               | 37                   |
| Разом    | 164     | 17                 | 95               | 52                   |